# ムンダ語派

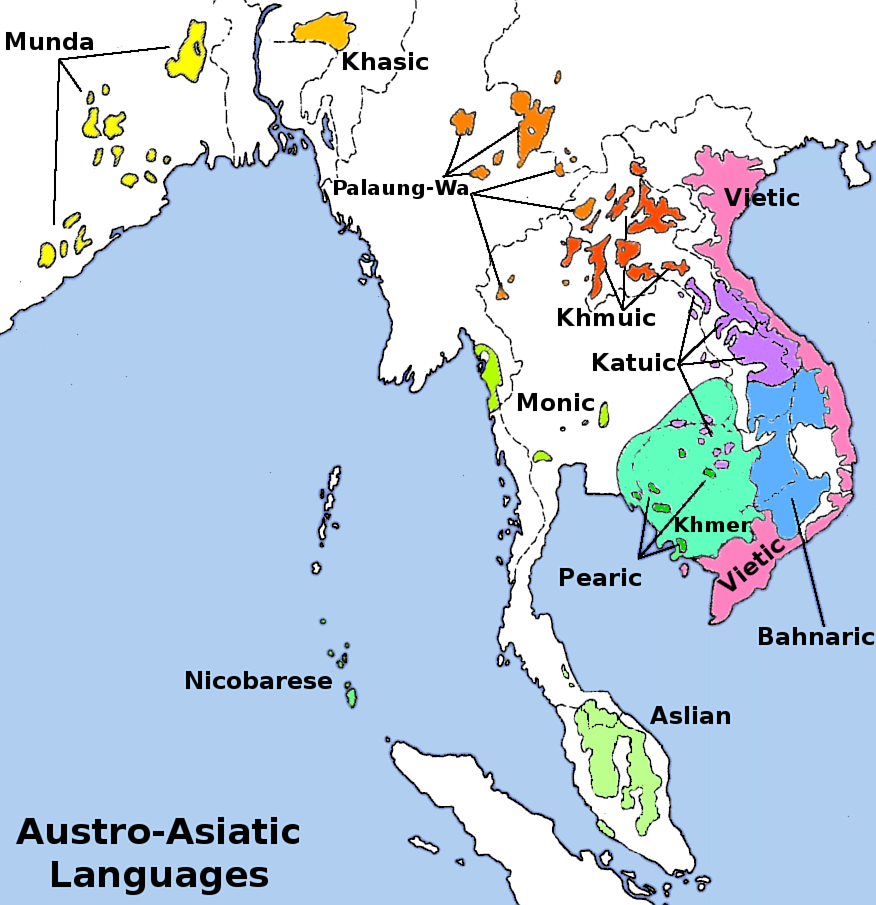
オーストロアジア語族の分布。黄色がムンダ語

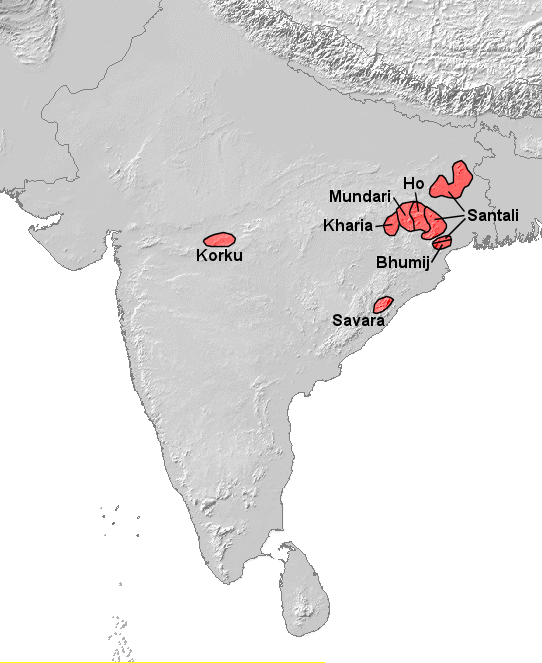
インド内のムンダ語派の分布

ムンダ語派はインド東部からバングラデシュにかけて900万人ほどのムンダ族の人々が用いている一群の言語である。モン・クメール語派（カンボジア語やベトナム語など）とともにアウストロアジア語族に属すとされている。詳しい起源は不明であるが、この地に在来の言語であろうとされている。
サンタリ語（ジャールカンド州の公用語）とムンダリ語の話者が特に多い。
ムンダ語派はサンスクリットやドラヴィダ語族など他のインドの言語にも影響を与えており、逆に他の言語からも強い影響を受けている。

## 分類
普通2つの語群、北部ムンダ語群（ジャールカンド州、ベンガル州、オリッサ州のチョーター・ナーグプル台地）と南部ムンダ語群（オリッサ州の中央部とアーンドラ・プラデーシュ州との境界付近）に分けられる。
人口的には北部ムンダ語群が圧倒的で（ムンダ語派の約9割とされる）、その中でサンタリ語、ムンダリ語、ホー語、コルク語、ソラ語の順に人口が多い。
その他の言語は少数の隔絶されたグループが話し、研究途上のため、詳細は知られていない。
ムンダ語派
- 北部語群
  - サンタル語（サンターリー語）
  - ムンダリ語（ムンダーリー語）
  - ホー語
  - ブミジュ語
  - コルク語（コールクー語）
  - コルワ語（英語版）（コルワー語）
  - アスル語（en:Asuri language,アスリー語）
  - ビルホル語（英語版）（ビールホール語）
- 中央語群
  - カリアー語（英語版）
  - ジュアング語（英語版）
- 南部語群
  - ソーラ語（英語版）（ソーラー語、サオロ語）
  - ボンダ語（英語版）（ボンド語、レモ語）
  - ガダバ語（英語版）（グトブ語）
  - パレンガ語（英語版）（ゴルム語）

## 特徴
ムンダ語派の特徴には、3種の数（単数、双数、複数）、2種の名詞クラス（活動体と不活動体）、一人称複数の包括形と除外形の区別（「われわれ」に相手を入れるかどうか）、時制を表す接辞または助動詞の使用、などがある。